# 27724 Jeannoel
27724 Jeannoel este o planetă minoră (asteroid), cu un diametru de 3,016 km, din centura de asteroizi. A fost descoperită pe 21 august 1990 la Observatorul din Haute-Provence de Eric Walter Elst. 
Obiectul prezintă o orbită caracterizată de o semiaxă mare de 2,3118651 UAi, o excentricitate de 0,18, o înclinație de 3,15598 ° în raport cu ecliptica.